# Corb de Somàlia
La corb de Somàlia (Corvus edithae) és un ocell de la família dels còrvids (Corvidae).
Habita zones obertes des del l'est d'Eritrea fins l'est de Sudan del Sud i nord de Kenya, i a través d'Etiòpia fins Somàlia.